# マレーシアにおけるLGBTの権利
マレーシアにおいてLGBTの権利は広範囲において認められていない。マレーシア国民は概ねLGBT個人に対して寛容であり受け入れも進んでいるが、植民地時代から続く刑法によりソドミーを犯罪として規制している。国教であるイスラム教の影響により、LGBTコミュニティに対する厳しい社会的態度が取られている。しかしながらマレーシアの発展によりLGBTの権利は次第に擁護されつつある。

## 同性愛に対する規制
マレーシアでは植民地時代のソドミー（同様にオーラルセックス）を犯罪とする規制が残っており、異性間・同性間を問わずに広く明確に禁止され、罰金や最長20年の収監、むち打ち刑などの刑罰が科されている。さらに男性が他の男性に対してみだらな行為を行った場合の追加刑罰も規定されている。加えてムスリム市民はシャリーアに則ったカーディー裁判により処罰される場合がある。
成人同士の私的で非商業的な性行為について、法律適用の除外を求める公開討論が各地で行われている。Latheefa Koya など主要野党の政治家の一部はこの動きに賛同を表明しているが、政党としての公的立場にはなっていない。政党や議員から公式な法改正の定義は未だなされていない。
1994年に政府は国家の管理するメディアにおいて、同性愛者・両性愛者およびトランスセクシャルの人物の取り扱いを全面的に禁じる方針を示した。
1995年に、セランゴール州の宗教相は同性愛などの「反イスラム」活動を行った人物7,000人を逮捕したバンダー地域のイスラム自警団に称賛を行った。
2005年にマレーシア海軍の長官 Mohammad Anwar Mohammad Nor は海軍における同性愛者の受け入れ拒否を表明した。
2010年にマレーシア映画検閲委員会は同性愛者キャラクターが映画に登場する許可の条件として、キャラクターが「後悔をしている」または死亡する場合にのみ認められるとの指針を発表した。

## 性同一性に関する対応
異性装は正式には犯罪として扱われていない。しかしながらトランスジェンダーの人物はしばしば公然わいせつを規制する民法を適用して警察による逮捕が行われ、さらにその個人がムスリムの場合はシャーリア法の罰則が加えられる場合がある。過去の事例として1998年に女性の異性装を行った45歳のムスリムが罰金と有罪を宣言され、1999には23人以上のトランスジェンダーの人物が同様の有罪を宣告され、収監されたケースがある。2012年には裁判所がムスリム男性による女性の服装着用禁止を宣言した。スレンバンの高等裁判所は、男性として生まれた4人のトランスセクシャルムスリムからの、シャーリア法の違憲を問う訴えを却下した。

## 政治関連
1998年に、統一マレー国民組織のメンバーによる同性愛の厳罰刑を緩和するためのロビー活動団体が組織された。
民主行動党はマレーシアで政治政党として初めてLGBT権利問題を擁護する方針を打ち出した。

### アンワル・イブラヒム裁判
1998年に当時マレーシア副首相であったアンワル・イブラヒムがソドミーなどの容疑で有罪判決を受けた。2000年には19歳の運転手男性や元スピーチライター男性とのソドミー容疑で懲役9年の実刑判決が出た。国内外からの批判にもかかわらず、アンワルは連邦裁判所による無罪判決が出る2004年まで収監された。
釈放後にアンワルは自分の無罪と政府による政治キャリア失墜の陰謀であったと主張した。また同性婚は尚早としつつも、同性愛を犯罪とする刑法は成人のプライバシーへの干渉問題であるとして法改正するべきとの考えを表明した。
2007年にアンワルの民事訴訟にて、アンワルの運転手とスピーチライターがアンワルと性的関係を持っていたことを法廷で証言したことでマハティール元首相はアンワルの同性愛指向を知り、マハティールは政府要人に同性愛者を入れるべきではなかったと反応した。
2008年にアンワルはかつての補佐官とのソドミー罪を理由に再逮捕される。3月の選挙にて野党との連立政権樹立を目指す表明をした直後の拘留であったが短期間で釈放された。アンワルは保釈金を払い釈放され、選挙では議席を確保し、野党の先導する立場に収まった。

## 国内のLGBT団体
NGO団体が弱いマレーシア国内で、性の権利を謳う年次イベント「セクシュアリティ・ムルデカ」の参加を口実に芸術家や個人が集まっている。「セクシュアリティ・ムルデカ」は「性の独立」を意味し、毎年トークイベントやパフォーマンス、スクリーニング検査やワークショップおよびフォーラムなどが行われ、人権啓発の一部としての性の権利啓発が行われている。
同イベントに関連するグループは、人権擁護の一部としてLGBTの権利の啓発活動を行っている。これらのグループの例として Malaysian Bar の人権委員会、SUARAM、PT Foundation、KRYSS、Women's Candidacy Initiative、Persatuan Kesedaran Komuniti Selangor (Empower)、Purple Lab、Matahari Books、The Annexe Galleryなどがある。
Sisters In Islam、Women's Aid Organisation、アムネスティ・インターナショナルなど様々なグループが公衆衛生の支援に関連して性的指向問題への支援を行っている。AIDS-HIVの関連教育においては、性的指向や性自認および人権についての公開議論が認められている。
PT Foundation はマレーシア国内でHIV/AIDS 教育の提供や感染対策、看護および支援プログラムを提供、セクシャリティ関連のプログラム提供を行っている。MSM、トランスジェンダー、セックスワーカーおよび薬物中毒者のHIV感染者を対象としており、"LPG" （ゲイ団体）や "OutDo" （レズビアン団体）といった対象コミュニティの活動団体と連携が行われている。

## HIV/AIDS 問題
マレーシアの公式記録では1985年に最初のAIDS患者が見つかり、政府は教育や感染対策キャンペーンを推進している。しかしながら一部専門家の予測では2015年に30万人以上のHIV感染者が見込まれている。
2006年に政府は新たな包括的対策を開始し、薬物使用者に対するセラピーや注射針の交換プログラム、政府医療機関における抗レトロウイルス薬提供の無償化などの対策が行われた。しかしながらコンドーム使用の推奨するキャンペーン、婚外の性交渉を政府が推奨することと同等との理由で2007年に保健省は認めなかった。